# ÖNWB IIa
| ÖNWB IIa                | ÖNWB IIa | ÖNWB IIa  |
| ----------------------- | -------- | --------- |
| kein Bild vorhanden     |          |           |
| Technische Daten        |          |           |
| Bauart                  | 2'Bn2    | 2'Bn2     |
|                         | 1858     | nach 1886 |
| Zylinder-Ø              | 405 mm   | 405 mm    |
| Kolbenhub               | 610 mm   | 610 mm    |
| Treibrad-Ø              | 1610 mm  | 1610 mm   |
| Laufrad-Ø vorne         | 978 mm   | 978 mm    |
| Laufrad-Ø hinten        | –        | –         |
| fester Radstand         | 1678 mm  | 1678 mm   |
| Gesamtradstand          | 4083 mm  | 4083 mm   |
| Gesamtradstand + Tender | 10408 mm | 10408 mm  |
| Heizfl. d. Rohre        | 88,3 m²  | 99,7 m²   |
| Heizfl. d. Feuerbüchse  | 7,3 m²   | 6,6 m²    |
| Rostfl.                 | 1,18 m²  | 1,22 m²   |
| Dampfdruck              | 7        | 7         |
| Gewicht (leer)          | 29,5 t   | 29,5 t    |
| Adhäsionsgewicht        | 21,3 t   | 21,3 t    |
| Dienstgewicht           | 32,5 t   | 32,5 t    |
| Dienstgewicht + Tender  | 53,2 t   | 53,2 t    |
| Wasser                  | 5,0 m³   | 5,0 m³    |
| Kohle                   | 6,9 m³   | 6,9 m³    |
| Länge                   | 7,873 m  | 7,873 m   |
| Länge + Tender          | 13,608 m | 13,608 m  |
| Höhe                    | 4,615 m  | 4,615 m   |
| Vmax                    | k. A.    | k. A.     |

Die Dampflokomotivreihe ÖNWB IIa war eine Schnellzug-Schlepptenderlokomotive der ÖNWB, die ursprünglich von der SNDVB stammte.
Die zwölf Maschinen der Bauart 2B wurden 1857/1858 von der Lokomotiven- und Maschinenfabrik J.A. Maffei in München geliefert. Dies waren die ersten österreichischen Lokomotiven mit Hallschen Exzenterkurbeln. Bei Ablieferung hatten sie nur einen Schutzschirm, der später durch ein Führerhaus ersetzt wurde.
Sie bekamen die Nummern 1–12 sowie die Namen „AUSTRIA“, „BOHEMIA“, „PARDUBITZ“, „KÖNIGGRÄTZ“, „JOSEFSTADT“, „ELBE“, „KÖNIGINHOF“, „LIEBENAU“, „ISER“, „TURNAU“, „TRAUTENAU“ und „REICHENBERG“.
Die leistungsschwachen Maschinen wurden bereits 1883 (6 Stück) und 1887 (6 Stück) aus dem Bestand geschieden.